# ایکار
ایکار (به انگلیسی: Ikar) یک شرکت هواپیمایی با کد یاتا IK است که در ۱۵ ژوئن ۱۹۹۳ میلادی تأسیس شده‌است. دفتر مرکزی ایکار در کراسنویارسک، روسیه واقع شده‌است و قطب این شرکت هواپیمایی در فرودگاه یملیانو قرار دارد.